# Liste des centrales thermiques européennes par émissions de CO2
La liste suivante présente les centrales thermiques les plus émettrices de CO2 en Europe selon le WWF en 2007 et la mise à jour 2013 publiée par cinq coalitions européennes de défense de l'environnement, dont le WWF.
| Nom               | Emplacement                                | Pays        | Émission relative CO2 (kg/kWh) | Émissions CO2 en 2006 (Mt) | Émissions CO2 en 2013 (Mt) | Opérateur                          |
| ----------------- | ------------------------------------------ | ----------- | ------------------------------ | -------------------------- | -------------------------- | ---------------------------------- |
| Bełchatów         | Voïvodie de Łódź                           | Pologne     | 1,09                           | 30,1                       | 37,2                       | PGE                                |
| Neurath           | Grevenbroich, Rhénanie-du-Nord-Westphalie  | Allemagne   | 1,15                           | 17,9                       | 33,3                       | RWE                                |
| Niederaußem       | Rhénanie-du-Nord-Westphalie                | Allemagne   | 1,20                           | 27,4                       | 29,6                       | RWE                                |
| Jänschwalde       | Brandebourg                                | Allemagne   | 1,20                           | 23,7                       | 25,4                       | Vattenfall                         |
| Boxberg           | Saxe                                       | Allemagne   | 1,10                           | 15,5                       | 21,9                       | Vattenfall                         |
| Drax              | Drax, Yorkshire du Nord                    | Royaume-Uni |                                |                            | 20,3                       | Drax Power                         |
| Weisweiler        | Eschweiler, Rhénanie-du-Nord-Westphalie    | Allemagne   | 1,18                           | 18,8                       | 18,7                       | RWE                                |
| Agios Dimitrios   | Kozani, Macédoine-Occidentale              | Grèce       | 1,35                           | 12,4                       | 13,1                       | DEI                                |
| Brindisi Sud      | Brindisi, Pouilles                         | Italie      |                                |                            | 11,8                       | Enel                               |
| Lippendorf        | Saxe                                       | Allemagne   | 0,95                           | 12,4                       | 11,7                       | Vattenfall/EnBW                    |
| Eggborough        | Eggborough, Yorkshire du Nord              | Royaume-Uni |                                |                            | 11,5                       | Eggborough Power                   |
| Schwarze Pumpe    | Brandebourg                                | Allemagne   | 1,00                           | 12,2                       | 11,3                       | Vattenfall                         |
| Ratcliffe-on-Soar | Ratcliffe-on-Soar, Nottinghamshire         | Royaume-Uni |                                |                            | 11,0                       | E.ON                               |
| West Burton       | Gainsborough, Lincolnshire                 | Royaume-Uni |                                |                            | 10,9                       | EDF Energy                         |
| Eesti Elektrijaam | Narva                                      | Estonie     |                                |                            | 10,7                       | Eesti Energia                      |
| Kozienice         | Mazovie                                    | Pologne     | 0,92                           | 10,8                       | 10,2                       | Grupa Energetyczna Enea SA         |
| Scholven          | Gelsenkirchen, Rhénanie-du-Nord-Westphalie | Allemagne   | 0,90                           | 10,7                       | 10,2                       | E.ON                               |
| Cottam            | Retford, Nottinghamshire                   | Royaume-Uni | 0,94                           | 10,0                       | 10,2                       | E.ON UK (anciennement Powergen)    |
| Centrale de Turów | Basse-Silésie                              | Pologne     | 1,15                           | 13,0                       | 10,0                       | PGE                                |
| Torrevaldaliga    | Civitavecchia, Latium                      | Italie      |                                |                            | 9,7                        | Enel                               |
| Longannet         | Fife, Écosse                               | Royaume-Uni | 0,97                           | 10,1                       | 9,5                        | Iberdrola                          |
| Kardia            | Préfecture de Kozani                       | Grèce       | 1,25                           | 8,8                        | 8,9                        | DEI                                |
| Aberthaw          | Barry, Galles du Sud                       | Royaume-Uni |                                |                            | 8,5                        | RWE                                |
| Fiddlers Ferry    | Cuerdley, Cheshire                         | Royaume-Uni |                                |                            | 8,45                       | Scottish and Southern Energy (SSE) |
| Rybnik            | Silésie                                    | Pologne     | 0,93                           | 8,6                        | 8,4                        | EDF                                |
| Ferrybridge "C"   | Ferrybridge, Yorkshire de l'Ouest          | Royaume-Uni |                                |                            | 8,3                        | Scottish and Southern Energy (SSE) |
| Sines             | Sines, Alentejo                            | Portugal    | 1,05                           | 8,7                        | 7,2                        | Energias de Portugal               |
| Aboño             | Carreño, Asturies                          | Espagne     |                                |                            | 6,9                        | Energias de Portugal               |
| Mannheim          | Mannheim, Bade-Wurtemberg                  | Allemagne   |                                |                            | 6,75                       | Grosskraftwerk Mannheim            |
| Maasvlakte        | Maasvlakte, Rotterdam                      | Pays-Bas    |                                |                            | 6,7                        | E.ON                               |
| Frimmersdorf      | Grevenbroich, Rhénanie-du-Nord-Westphalie  | Allemagne   | 1,19                           | 19,3                       |                            | RWE                                |
| As Pontes         | La Corogne, Galice                         | Espagne     | 1,15                           | 9,1                        |                            |                                    |
| Prunéřov          | Prunéřov, près de Chomutov                 | Tchéquie    | 1,07                           | 8,9                        |                            | ČEZ                                |

Sur les trente centrales les plus émissives en 2013 (Dirty Thirty), neuf sont en Allemagne (dont quatre des cinq plus émissives d'Europe), neuf au Royaume-Uni, quatre en Pologne, deux en Italie, deux en Grèce ; l'Espagne, le Portugal, les Pays-Bas et l'Estonie en ont chacun une.
Le rapport sur 2013 précise que l'accroissement de la production d'électricité à partir de charbon observée entre 2009 et 2012 n'est pas due à une augmentation du nombre de centrales, mais à une utilisation accrue des centrales existantes : en effet, les centrales au charbon représentaient 19 % de la puissance totale des centrales électriques en 2013 contre 25 % en 2000, et l'Union européenne a connu une baisse de 19 GW de la puissance installée de ses centrales charbon de 2000 à 2013 ; de nombreux projets de construction de nouvelles centrales annoncés avant 2008 ont été abandonnés ou mis en veilleuse. Un nombre important de centrales charbon vont fermer d'ici fin 2015 du fait de la directive européenne 2001/80/CE sur les grandes installations de combustion, mais la majorité vont continuer à fonctionner.